# Decreto Prinetti
O Decreto Prinetti foi um ato normativo ministerial, aprovado pelo Comissariado Geral da Emigração na Itália, em 26 de março de 1902, que proibia a emigração subvencionada para o Brasil. A Portaria recebeu o nome do então Ministro do Exterior da Itália, pg.53 Giulio Prinetti, e foi aprovada em decorrência de um relatório sobre as condições de trabalho nas fazendas brasileiras. O relatório denunciava as situações vividas pelos imigrantes nas plantações cafeeiras, com ênfase no período pós-abolição. Apesar de tornar proibida a migração subsidiada de italianos para o Brasil, não restringiu a migração espontânea, ou seja, os italianos que quisessem imigrar para o Brasil teriam que comprar suas próprias passagens, e não depender da passagem paga pelo governo brasileiro.

## História precedente

### Incentivo à imigração para o Brasil
No período da grande imigração, nas últimas décadas do século XIX, companhias de navegação como Navigazione Generale Italiana, La Veloce, a francesa Transports Maritimes, que partia de Marselha, Ligure-Brasiliana e outras, pg.44 obtiveram licença do governo italiano para transportar imigrantes que tinham suas passagens pagas pelo governo de São Paulo (imigração subsidiada). Houve uma troca do fluxo de escravos africanos por um aliciamento de trabalhadores italianos, ávidos por enriquecimento rápido, transformando companhias de navegação em aliciadoras promotoras de um novo modelo de tráfego humano. A violência da escravidão foi substituída pela mentira persuasiva de que o Brasil era o país do enriquecimento rápido. Por muitos anos, o governo italiano não se preocupou com a emigração. Pelo contrário, a via com bons olhos, pois naquele momento de depressão econômica evitar-se-ia, com a migração, que a ordem interna fosse abalada com a permanência daquela massa descontente de trabalhadores, mantendo o equilíbrio social e o status quo intacto. Além dos mais, os emigrantes engordavam a economia italiana por meio das remessas que enviavam para o país natal.

### Realidade de vida e trabalho no Brasil
Contudo, ao chegarem às fazendas, os colonos encontravam péssimas condições de vida, isolados dos centros urbanos, sem atendimento médico, não tinham escola para seus filhos, com casas pequenas e sem as mínimas condições de higiene. No trabalho, eram frequentes os abusos dos capatazes dos fazendeiros. Durante o trabalho na lavoura, os capatazes vigiavam os colonos durante toda a jornada e os abusos chegavam à violência física, até com uso de chicote. Eram também controlados em suas atividades familiares e sociais. Não havia nenhuma possibilidade de que o colono obtivesse proteção legal contra estes abusos dos fazendeiros, que também os exploravam economicamente, aplicando multas por motivos fúteis, confiscavam seus produtos e adulteravam pesos e medidas, além de retenção de salário. pg.48 Esta situação se agravou com o início do declínio dos preços do café de modo acentuado, a partir de 1895. pg.37 A partir do conhecimento desta situação foi elaborado um relatório, conhecido como "Relatório Rossi", que foi enviado às autoridades italianas. A partir deste relatório, foi promulgado o Decreto Prinetti. pg.48

## Consequências do Decreto
O Brasil, a partir de então, deixou de ser um destino atraente para os imigrantes da Itália e principalmente o estado de São Paulo sentiu os efeitos dessa decisão, com a brusca queda na migração italiana, acarretando em dificuldades de se achar trabalhadores. Em decorrência disso, entre 1903 e 1919 a imigração italiana, que havia sido hegemônica em São Paulo nos anos anteriores, caiu para o terceiro lugar, sendo superada pela imigração de espanhóis e portugueses. A procedência regional também sofreu abalos: antes, predominaram os vênetos e os lombardos, que passaram a perder importância frente aos italianos do Sul, sobretudo calabreses e campanos.
Mesmo assim, a imigração subsidiada continuou a existir no Brasil até 1927, beneficiando outros imigrantes, como os japoneses. Para agravar a situação, nos primeiros anos do século XX houve uma grande crise cafeeira, que afetou a economia local, fazendo não apenas o fluxo migratório cair, mas também acarretou na saída de milhares de imigrantes do Brasil.